# Cmentarz rzymskokatolicki w Wasilkowie
Cmentarz rzymskokatolicki w Wasilkowie – cmentarz zbudowany w północnej części miasta Wasilków na powierzchni 4,5 ha, w II połowie XIX wieku. Znajduje się na nim siedem grup rzeźb, nawiązujących tematyką do pasji i zmartwychwstania Jezusa, dwie fontanny i około sześćdziesięciu zabytkowych nagrobków, z których najstarszy jest z 1896 roku.

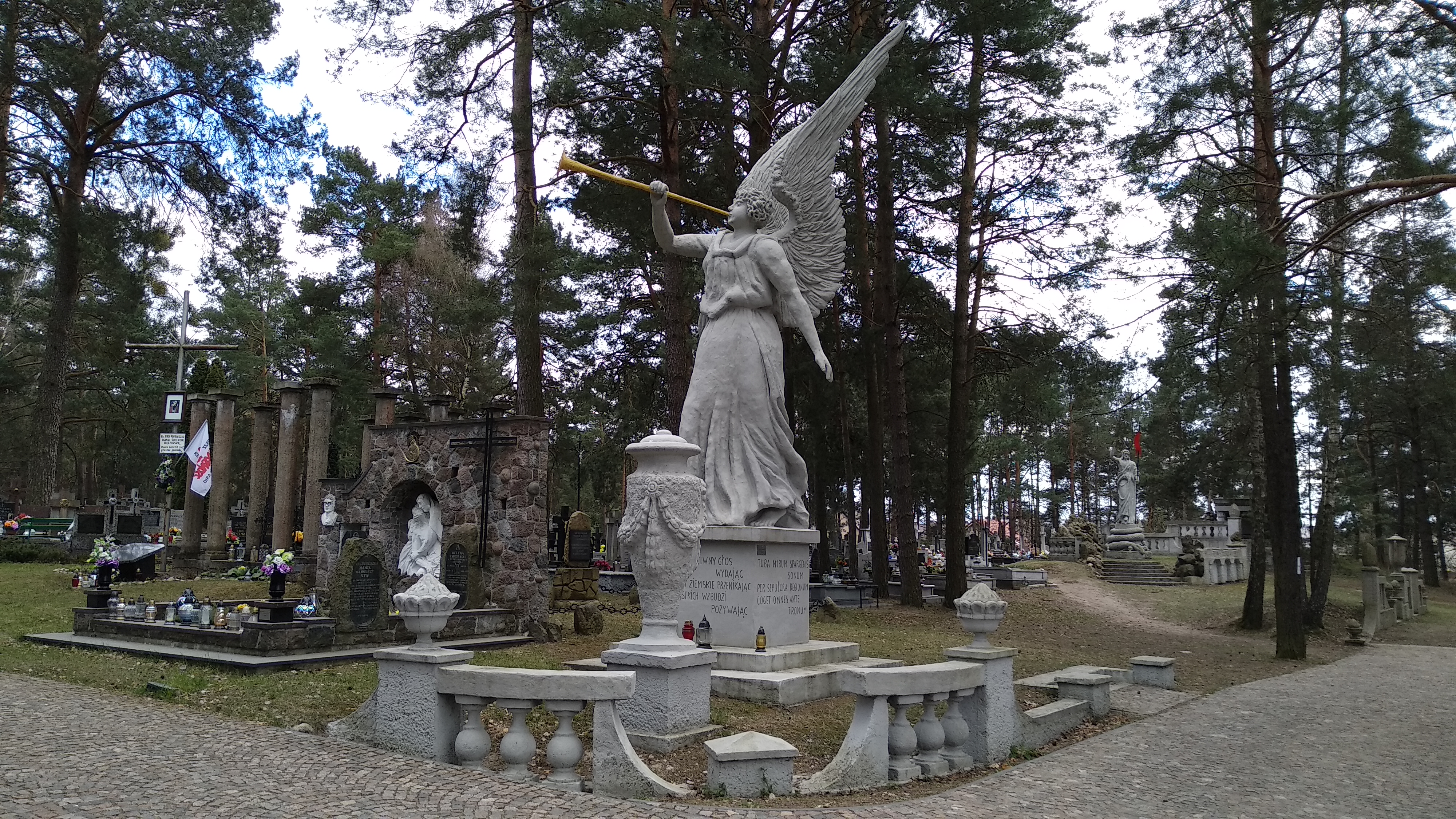

Oprócz scen pasyjnych są tam też rzeźby aniołów, bramy, balustrady i mury, na których są wyryte wersety z Pisma Świętego.
Wśród grobów można znaleźć nagrobek ks. Wacława Rabczyńskiego – budowniczego kościoła, groby legionistów polskich, groby mieszkańców Wasilkowa rozstrzelonych w 1943 roku oraz groby ofiar II wojny światowej. 
W lipcu 2001 roku założono Towarzystwo Przyjaciół Ziemi Wasilkowskiej im. Ks. Wacława Rabczyńskiego które corocznie w dniu Wszystkich Świętych kwestują na rzecz ratowania cmentarza.